# Masgwid Gloff
Mascuid Gloff, soprannominato lo Zoppo (gallese: Masgwid, latino: Mascuidius, inglese: Maximilian; fl. V secolo), fu sovrano del regno dell'Elmet (c. 460 - c. 495), un regno dell'Inghilterra altomedievale.
Secondo figlio del re del Rheged, Gwrast Lledlwm. Sembra aver ereditato la parte meridionale del reame paterno nel tardo V secolo e quindi divenne il primo re indipendente dell'Elmet (o Elfed). La sua capitale potrebbe essere stata Campodonum (Leeds), sebbene è possibile che fosse il centro del sotto-regno separato di Loidis.